# ŽOK Ub
Ženski odbojkaški klub Ub é um clube de voleibol feminino sérvio fundado no ano de 2005 em Ub.

## Histórico
Foi fundado em 2005, estreou na Superliga no período esportivo de 2018-19. Na jornada de 2020-21 disputou a Copa CEV e avançou até as quartas de final, sendo eliminado pelo Pro Victoria Monza, e no ãmbito nacional obteve o título da Supercopa Sérvia de 2020 e o título inédito da Superliga..

## Títulos

### Nacionais
- Campeonato Sérvio: 1

2020-21
- Copa da Sérvia:  22

2019-20
- Supercopa da Croácia:  1

2020

### Internacionais
- CEV Champions League: 0
- MEVZA: 0